# Mission: Impossible – Dead Reckoning Part One
Mission: Impossible – Dead Reckoning Part One (bra: Missão: Impossível - Acerto de Contas Parte Um; prt: Missão: Impossível - Ajuste de Contas Parte Um) é um filme estadunidense de ação e espionagem, de 2023, escrito e dirigido por Christopher McQuarrie, e estrelado por Tom Cruise, que repete seu papel como Ethan Hunt. É o sétimo longa-metragem da série de filmes Mission: Impossible e o terceiro filme da série a ser dirigido por McQuarrie, após Rogue Nation e Fallout. O elenco inclui Cruise, Ving Rhames, Henry Czerny, Simon Pegg, Rebecca Ferguson, Vanessa Kirby e Angela Bassett, todos os quais reprisam seus papéis de filmes anteriores, juntamente com as adições de Hayley Atwell, Pom Klementieff, Shea Whigham e Esai Morales.
Dead Reckoning Part One teve sua première nas Escadarias da Praça da Espanha em Roma, Itália em 19 de junho de 2023 e foi lançado nos Estados Unidos e em Portugal em 12 de julho de 2023 e no dia seguinte no Brasil, sendo distribuído pela Paramount Pictures. O filme foi muito bem recebido pelo público e pela crítica, mas acabou sendo um fracasso moderado de bilheteria, devido ao seu alto orçamento e a competição contra Barbie e Oppenheimer. A continuação The Final Reckoning estreou em maio de 2025.

## Sinopse
A ascensão de uma inteligência artificial rebelde designada "A Entidade" leva a equipe do agente Ethan Hunt na Impossible Missions Force (ou Força Missão Impossível) a buscar um par de chaves que poderia detê-la, cruzando o caminho de criminosos internacionais para consegui-la.

## Elenco
- Tom Cruise como Ethan Hunt, um agente do IMF (ou Força Missão Impossível) e líder de uma equipe de operações.
- Hayley Atwell como Grace, uma ladra que entra no caminho da IMF. McQuarrie descreveu a personagem como uma "força destrutiva da natureza", enquanto Atwell explicou que as lealdades de seu personagem são "um tanto ambíguas" e disse: "Tenho vivido em uma crise existencial desde outubro, pensando 'quem sou eu? Quem sou eu?' Um ator em busca de um personagem ... Há ambigüidade ... o interessante que estamos explorando é sua resistência a uma situação em que se encontra. Como ela começa, onde ela se torna. A jornada de onde ela entra e o que é perguntado a ela e potencialmente onde ela termina."[14]
- Ving Rhames como Luther Stickell, um agente do IMF, um membro da equipe de Hunt e seu amigo mais próximo.
- Simon Pegg como Benji Dunn, um agente técnico de campo do IMF e membro da equipe de Hunt.
- Rebecca Ferguson como Ilsa Faust, uma ex-agente do MI6 que se aliou à equipe de Hunt durante a Rogue Nation e Fallout.
- Vanessa Kirby como Alanna Mitsopolis, uma traficante de armas do mercado negro também conhecida como White Widow. Filha de "Max" do primeiro filme.
- Henry Czerny como Eugene Kittridge, o ex-diretor da CIA visto pela última vez no primeiro Missão: Impossível.
- Esai Morales como Gabriel, o vilão do filme, um terrorista com presença no passado de Ethan que busca tomar controle da Entidade.
- Angela Bassett como Erika Sloane, diretora da Agência Central de Inteligência[15]
- Pom Klementieff como Paris, uma assassina contratada por Gabriel.
- Shea Whigham como Jasper Briggs, um agente da CIA encarregado de caçar Ethan.

## Produção

### Anúncio e escolha do elenco
Foi anunciado por Cruise em 14 de janeiro de 2019 que o sétimo e o oitavo filmes Mission: Impossible serão filmados consecutivamente com McQuarrie escrevendo e dirigindo os dois filmes em 23 de julho de 2021 e 5 de agosto de 2022, respectivamente. Em fevereiro de 2019, Ferguson confirmou seu retorno para o sétimo filme. Em setembro de 2019, McQuarrie anunciou em sua conta do Instagram que Hayley Atwell juntou-se ao elenco para o sétimo filme. Em novembro de 2019, Pom Klementieff juntou-se ao elenco, tanto para o sétimo quanto para o oitavo filme. Em dezembro de 2019, Simon Pegg confirmou seu retorno ao filme, com Shea Whigham juntando-se ao elenco dos dois filmes.
Nicholas Hoult foi escalado para um papel em janeiro de 2020, junto com a adição de Henry Czerny, reprisando seu papel como Eugene Kittridge pela primeira vez desde o filme de 1996. Vanessa Kirby também anunciou que voltaria para os dois filmes. Em maio de 2020, foi relatado que Esai Morales estaria substituindo o papel de Hoult como vilão em ambos os filmes, devido a conflitos de agenda.

### Filmagens e encerramento devido à COVID-19
Sob o título provisório de Libra, as filmagens estavam programadas para começar em 20 de fevereiro de 2020, em Veneza, com duração de três semanas antes de se mudar para Roma, em meados de março, por 40 dias, mas devido à pandemia de COVID-19 na Itália, a produção no país foi adiada. Três semanas depois, os ensaios de dublês começaram a acontecer em Surrey, Inglaterra, pouco antes de um hiato. Em 6 de julho de 2020, após outro hiato, a equipe que chegava ao Reino Unido recebeu permissão para começar a filmar sem passar pela quarentena obrigatória de 14 dias. O conjunto está localizado no Warner Bros. Studios Leavesden em Hertfordshire.
No mês seguinte, permissão semelhante foi concedida para filmar em Møre og Romsdal, Noruega. No mesmo mês, um grande incêndio estourou em uma plataforma de dublagem de motocicleta em Oxfordshire. A cena levou seis semanas para ser preparada e estava "entre uma das mais caras já filmadas no Reino Unido." Ninguém ficou ferido no incidente.
As filmagens começaram em 6 de setembro de 2020. O diretor e escritor Christopher McQuarrie encarrega-se de enviar várias fotos dos sets de filmagem em sua conta do Instagram.
Em outubro de 2020, as filmagens foram confirmadas em toda a Noruega; a edição anterior foi filmada em Preikestolen. As localizações norueguesas das gravações do filme incluem os municípios de Stranda e Rauma, com Cruise filmando uma cena de ação com Esai Morales no topo de um trem.

### Polêmica sobre ponte ferroviária polonesa

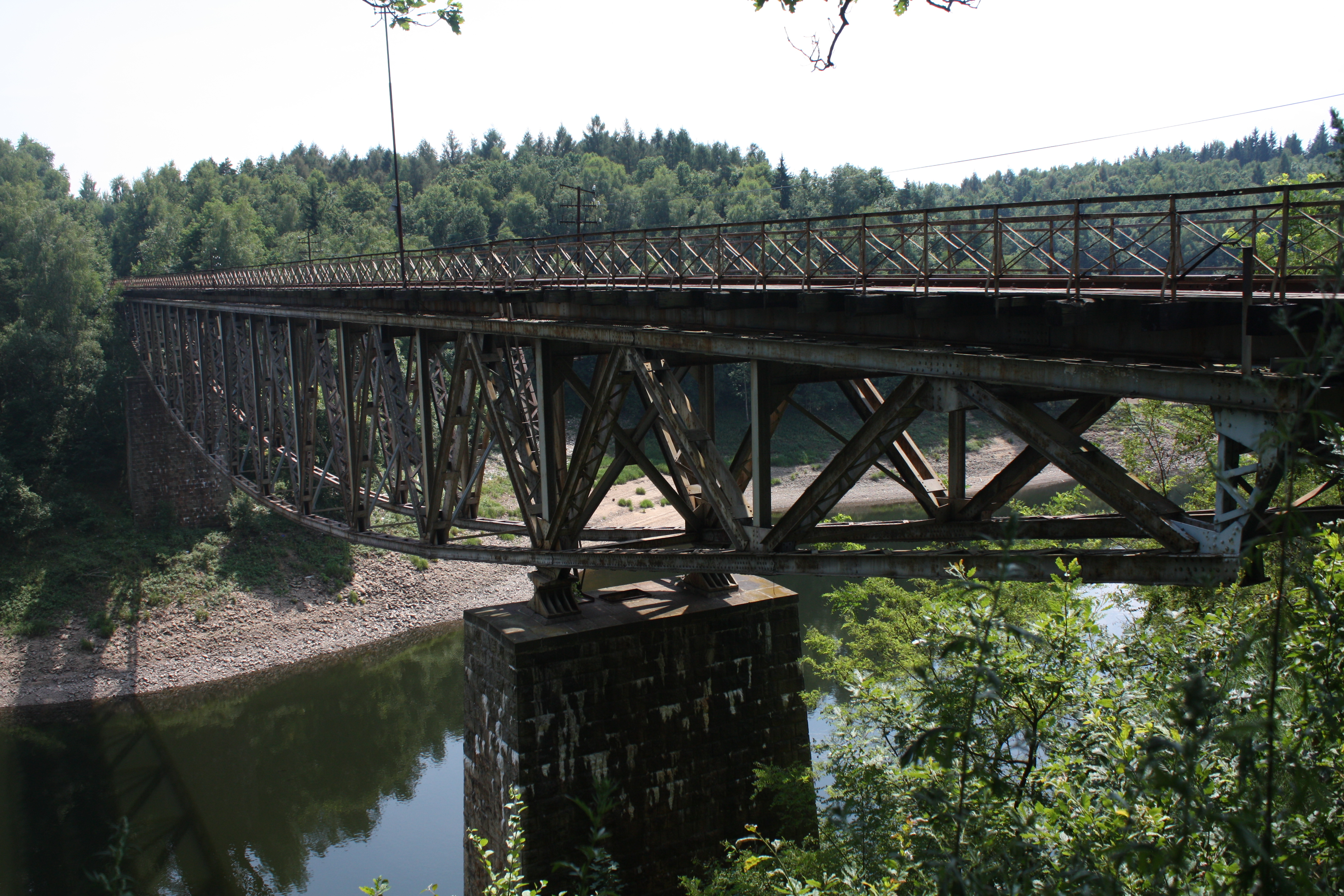
A ponte ferroviária de 1908 sobre o Lago Pilchowickie, no sul da Polônia.

Durante a pré-produção do filme, um conceito aproximado de uma sequência ambientada nos Alpes da Suíça incluía um trem indo a 60 milhas (96,56 quilômetros) por hora através de uma ponte sendo explodida, uma referência à cena climática do desastre de trem no filme mudo The General, de 1926. O governo suíço se recusou a autorizar quaisquer explosões, então a equipe de produção da Skydance Media começou a explorar várias localizações em diferentes países para encontrar uma ponte indesejada para realizar a filmagem. Entre os convidados para ajudar na encenação de um "acidente de trem em grande escala" estava o produtor polonês Andrew Eksner. Em setembro de 2019, em uma carta ao Ministro da Cultura e Patrimônio Nacional da Polônia, a embaixadora dos Estados Unidos, Georgette Mosbacher, pediu ao governo que cooperasse com os produtores. Em novembro de 2019, depois que a Skydance Media voltou para Eksner, as ferrovias estaduais polonesas propuseram a ele uma ponte ferroviária rebitada pós-alemã com 151 metros de comprimento, de 1908, no Lago Pilchowickie [pʲilxɔvʲit͡skʲɛ] [pl; es], no Vale Jelenia Góra, na Baixa Silésia. Em dezembro de 2019, produtores da Paramount Pictures, incluindo McQuarrie, desembarcaram no sul da Polônia, acompanhados em profundo sigilo por oficiais das tropas de engenharia polonesas. McQuarrie documentou a visita em seu perfil no Instagram. Por realizar o projeto Libra no local, a produtora polonesa selecionada Alex Stern recebeu um desconto em dinheiro de 5,5 milhões de złotys (1,5 milhão de dólares) do Instituto Polonês de Cinema.
Inaugurada oficialmente em 1912 pelo próprio Guilherme II, a ponte proposta sobreviveu praticamente intacta à Segunda Guerra Mundial, e foi usada por trens até 2016, quando a linha foi temporariamente fechada devido ao mau estado dos trilhos. Aguarda reabertura, pois a própria ponte permanece bem preservada. Apesar de elogiar publicamente a ponte como "extremamente valiosa", um especialista da Universidade de Ciência e Tecnologia de Wrocław deturpou as conclusões de um relatório encomendado pela Alex Stern, que, em vez de renovar, seria melhor demolir a ponte antes de construir uma nova, após a filmagem estar terminada. Em março de 2020, depois que Eksner rejeitou espalhar a informação, e corredores de aço foram consertados sob a ponte, as autoridades locais e funcionários do museu ficaram chocados com a intenção dos produtores de destruir fisicamente a ponte, em vez de usar efeitos CGI. Embora Tom Cruise tenha sido escalado para visitar o local em setembro de 2020, tanto os cineastas quanto as autoridades negaram os planos sobre a ponte e divulgaram informações falsas de que ela estava devastada e destinada à demolição de qualquer maneira.
Em julho de 2020, as notícias já nacionais geraram protestos de entusiastas da história e das ferrovias, cientistas poloneses e internacionais, cineastas e o regional Monuments Heritage Office, junto com membros do parlamento polonês, e do Comitê Internacional para a Conservação do Patrimônio Industrial. Ativistas e ONGs lançaram uma petição ao Ministro da Cultura e do Patrimônio Nacional contra a destruição. E ao ser acrescentado ao Registro de Objetos do Patrimônio Cultural da Polônia, o vice-ministro confirmou os planos do governo de promover a ponte no filme, com uma "pequena seção" dela a ser demolida em abril de 2021, antes de revitalizar completamente a linha ferroviária do patrimônio local. Após a reação, o Conservador Geral dos Monumentos mais tarde garantiu, no entanto, que não havia dúvida de que iriam destruir a ponte.
Depois que a história se tornou internacional, McQuarrie declarou que nunca houve um plano para explodir a ponte em primeiro lugar, embora confirmando que apenas partes inseguras e parcialmente danificadas poderiam ter sido destruídas, que precisavam ser reconstruídas de qualquer maneira, acrescentando: "Para abrir até a área para o turismo, a ponte precisava de ir embora." Mais tarde, ele assegurou: "não houve intenção de desrespeito". Ainda assim, os produtores nunca se comprometeram a cobrir os custos de construção de uma potencial nova ponte sobre o Lago Pilchowickie, estimada em cerca de 100 milhões de złotys (26,7 milhões de dólares), nem a renovação da histórica ponte, estimada em cerca de 6 milhões de złotys (1,55 milhão de dólares). McQuarrie continuou sugerindo em seu depoimento que não abandonou os planos de explodir uma ponte, com a ajuda de sócios poloneses.
Em 18 de agosto de 2020, a ponte do Lago Pilchowickie foi adicionada ao Registro de Monumentos, evitando efetivamente qualquer dano. Dias depois, uma fundação de conservacionistas de monumentos notificou o Ministério Público sobre um suborno de 7 milhões de złotys (1,9 milhão de dólares) que o presidente de estúdio da Alex Stern ofereceria em troca de mediação em favor dos cineastas. Nesse ínterim, um representante das Ferrovias do Estado polonês ofereceu uma ponte alternativa a ser explodida, uma ponte ferroviária desativada de 1910, com 245 metros de comprimento sobre o Varta, no centro-oeste da Polônia. A notícia levou o Conservador de Monumentos provincial a iniciar uma adição imediata da ponte ao Registro de Monumentos. No entanto, o presidente da Alex Stern negou jamais ter considerado outra ponte para a produção e declarou que o estúdio não estava mais procurando por nenhuma ponte na Polônia. Até 27 de agosto de 2020, a busca por uma ponte ainda estava em andamento.

### Música
No início de maio de 2020, o compositor Lorne Balfe foi confirmado para retornar à franquia para criar e compor a trilha sonora do sétimo filme, tendo também feito a trilha do filme anterior. Ele também fará a trilha sonora do oitavo filme.

## Lançamento
Mission: Impossible – Dead Reckoning Part One foi lançado nos Estados Unidos e em Portugal em 12 de julho de 2023, e no dia seguinte no Brasil. O filme estava originalmente programado para ser lançado em 23 de julho de 2020 nos cinemas estadunidenses, mas foi adiado para 19 de novembro de 2021, 27 de maio de 2022, 30 de setembro de 2022, e 14 de julho de 2023, devido à pandemia de COVID-19 e paralisações na produção. A data de lançamento nos cinemas estadunidenses em 19 de novembro de 2021 foi dada a Top Gun: Maverick. O filme estará disponível para transmissão na Paramount+, 45 dias após sua estreia no cinema.